# STS-26
STS-26 e двадесет и шестата мисия на НАСА по програмата Спейс шатъл и седми полет на совалката Дискавъри. Тя е първата след катастрофата на совалката Чалънджър през 1986 г. НАСА се завръща към оригиналната номерация, изоставена след мисия STS-9. Проведена е под мотото „Завръщане към полети“.

## Екипаж
| Пост                    | Астронавт                             |
| ----------------------- | ------------------------------------- |
| Командир                | Фредерик Хоук трети космически полет  |
| Пилот                   | Ричард Коуви втори космически полет   |
| Специалист на мисията 1 | Джон Лаундж втори космически полет    |
| Специалист на мисията 2 | Джордж Нелсън трети космически полет  |
| Специалист на мисията 3 | Дейвид Хилмърс втори космически полет |

- Броят на полетите е преди и включително тази мисия.

Това е първата мисия на НАСА след Аполо-11, проведена с екипаж, всеки от членовете, на който е летял в космоса вече поне веднъж.

## Полетът
Совалката е изстреляна от стартов комплекс 39В на космическия център Кенеди (KSC) на 29 септември 1988 г. след едно отлагане (поради ветровито време и проблеми с охлаждането на костюмите на двама от членовете на екипажа).
Основната задача на полета е извеждането на втория комуникационен спътник от серията TDRS (вторият е унищожен при катастрофата на „Чалънджър“) – TDRS-3 (TDRS-C).
По време на полета възникват два технически проблема. Първият възниква веднага след старта – изпарител на климатичната система на совалката замръзва и това довежда до повишаване температурата до около 30 °С. Проблемът е решен на четвъртия ден от полета и температурата се нормализира. Вторият е изведената комуникационна антена не е разтворена правилно и се налага нейното преждевременно прибиране на борда.
Совалката „Дискавъри“ се приземява във Военновъздушната база „Едуардс“ (Edwards Air Force Base) на 3 октомври 1988 г. след 4 денонощия 1 час 0 минути и 17 секунди прекарани в космоса. 5 дни по-късно е прехвърлена в Космическия център „Кенеди“, Флорида.

## Параметри на мисията
- Маса:
  - При старта: 115 487 кг
  - При кацането: 88 078 кг
  - Полезен товар: 21 082 кг
- Перигей: 301 км
- Апогей: 306 км
- Инклинация: 28,5°
- Орбитален период: 90.6 мин

## Галерия
- Стартът на совалката.
- Поглед към товарното отделение на совалката.
- Моменти от извеждането на спътника в орбита.
- Спътникът след извеждането.
- Хавайските острови снимани от космоса.
- Чад – поглед от орбита.
- Судан, гледан от високо.
- Совалката се приземява след успешната мисия.